# Blindeninstituut in Huis ter Heide
Het voormalige internaat van het blindeninstituut in Huis ter Heide is een rijksmonument aan de Prins Alexanderweg 78 in Huis ter Heide in de Nederlandse provincie Utrecht.
Het gebouw werd in 1910 ontworpen door architect Posthumus Meyjes sr. voor het bestuur van de Prins Alexander Stichting te Amsterdam. Het bestuur koos voor deze locatie vanwege de bosrijke omgeving in het Gooi en de ligging aan het lokaalspoor met station aan de nabijgelegen Amersfoortseweg.

## Gebouw
Het gebouw kreeg in 1999 aan de achterzijde een nieuwe aanbouw en werd intern verbouwd. De symmetrische voorgevel aan de oostzijde heeft roedenschuifvensters en een geprofileerde kroonlijst. De ingangspartij bevindt zich op de middenas, en heeft een dubbele deur met een rondboogvormig roedenbovenlicht. Op de eerste steen naast de ingang heeft als tekst: 19 juni 1910 eerst steen gelegd door Carolina Maria Dudok van Heel, geb. 27 augustus 1904. Boven de hoofdingang is een dubbele balkondeur. De naam van het gebouw staat in het smeedijzeren hekwerk van het balkon. Op de nok boven de middenas is een klokkentoren geplaatst. Het ovaalvormige dakvenster in de top van de ingangspartij heeft een ingebogen ruitvormige roedenverdeling.

## Blindeninstituut
In het gebouw was een internaat gevestigd met de daarbij behorende Piet Oost School, een onderwijsinstelling voor blinde en slechtziende kinderen. In het gebouw werd vanaf 1911 lesgegeven aan 40 blinde kinderen tussen de vier en acht jaar. De stichting werd in 1911 opgericht door Piet Oost. Sinds 1951 was er tevens plaats voor slechtzienden. Tot de leerlingen behoorde ook prinses Marijke. De stichting en het internaat werden in 1989 opgeheven, de activiteiten werden verplaatst naar Visio in Huizen. Het schoolgebouw en de houten bijgebouwen werden afgebroken, de gymzaal is verbouwd tot woning. In het internaatsgebouw bevinden zich appartementen. 